# Штейнгейль, Адольф
Адольф Штейнгейль (нем. Adolph Steinheil; 1810—1839) — немецкий ботаник.

## Биография
Адольф Штейнгейль родился в Страсбурге в декабре 1810 года. Учился в Страсбургском университете, затем перешёл в Парижский университет, после чего — в Университет Монпелье.
С 1834 года Штейнгейль работал в Боне (ныне — Аннаба, Алжир). В 1839 году отправился на научную экспедицию в Южную Америку. На несколько недель он остановился на Мартинике. В пути между Мартиникой и Каракасом 28 мая 1839 года Штейнгейль скончался.
Основной гербарий Штейнгейля хранится в Парижском музее естественной истории (P). Также его образцы имеются в Национальном ботаническом саду Бельгии в Мейсе (BR), Музее естественной истории во Флоренции (FI) и Музее естественной истории в Вене (W).
Рукописи Штейнгейля были использованы французском ботаником Франсуа Мариусом Барнеу в монографиях семейства Подорожниковые и рода Гвоздика.

## Роды растений, названные в честь А. Штейнгейля
- Steinheilia Decne., 1838 [= Odontanthera Wight, 1838]